# Begonia militaris
Espèce
Begonia militaris est une espèce de plantes de la famille des Begoniaceae.
Elle a été décrite en 1945 par Lyman Bradford Smith (1904-1997) et Bernice Giduz Schubert (1913-2000).

## Répartition géographique
Cette espèce est originaire du pays suivant : Guatemala.